# Chiesa di San Pancrazio (Campagnola Cremasca)
La chiesa di San Pancrazio è la parrocchiale di Campagnola Cremasca, in provincia di Cremona e diocesi di Crema; fa parte della zona pastorale città.

## Storia
La prima citazione di una chiesa a Campagnola dedicata a san Pancrazio risale al XII secolo e la identifica come un possedimento del monastero di San Benedetto di Crema.
Dalla relazione della visita del 1578 del vescovo di Cremona Niccolò Sfondrati s'apprende che il giuspatronato era detenuto dal suddetto monastero cremasco; nel 1580 la parrocchia passò alla neo-eretta diocesi di Crema, istituita l'11 aprile di quell'anno con la bolla Super Universas di papa Gregorio XIII.
La chiesa di San Pancrazio fu riedificata proprio nel Cinquecento; nel 1583 entrò a far parte del vicariato di Trescore, mentre nel Seicento risultava compresa in quello di Quintano.
Se nel 1752, come riportato nello Status animarum diocesano di quell'anno, i fedeli ammontavano a 396, il loro numero era di poco cambiato nel 1822, quando ne furono censiti 400.
Nel 1854 vennero eseguiti alcuni lavori durante i quali si procedette alla rimozione della volta del presbiterio e alla modifica dei muri; nel 1875 fu condotto un intervento di rifacimento delle volte, del tetto e delle arcate su cui poggia.
La chiesa venne interessata nel 1905 da un ampliamento, in occasione del quale si provvide all'allenamento della navata di una campata e alla conseguente costruzione della nuova facciata, disegnata dall'architetto Cecilio Arpesani; cinque anni dopo la torre campanaria fu sopraelevata di sette metri.
Nel 1942, a causa delle requisizioni di guerra, furono rimosse le due campane maggiori, che nel 1946 vennero poi sostituire da altrettante realizzate a cura della fonderia D'Adda di Crema.

## Descrizione

### Esterno
La facciata a salienti della chiesa, rivolta a occidente e abbellita da archetti pensili, si compone di tre corpi: quello centrale, più alto, presenta il portale d'ingresso lunettato, il piccolo rosone e due finestrelle, mentre le due ali laterali sono caratterizzate da un'ulteriore finestrella ciascuna.
Annesso alla parrocchiale è il campanile a base quadrata, la cui cella presenta su ogni lato una monofora a tutto sesto ed è coronata dalla guglia conica.

### Interno
L'interno dell'edificio si compone di un'unica navata, sulla quale si affacciano le profonde cappelle laterali, introdotte da archi, e le cui pareti sono scandite da lesene bicrome con capitelli dorici sorreggenti i costoloni che scandiscono le volte a crociera; al termine dell'aula si sviluppa il presbiterio, rialzato di alcuni gradini, coperto da volta a botte e chiuso dall'abside di forma semicircolare.
Qui sono conservate diverse opere di pregio, tra le quali i due dipinti che ritraggono Santa Chiara e San Francesco, quest'ultimo riconducibile alla bottega di Bernardo Strozzi, il dipinto con soggetto il Sacro Cuore, eseguito nel 1944 dal lodigiano Gaetano Bonelli, l'affresco che adorna la volta del presbiterio, realizzato da Eugenio Giuseppe Conti, e le due raffigurazioni dell'Annunciazione e della Natività, portate in Italia dal Perù.